# Manchmal denke ich plötzlich an dich
Manchmal denke ich plötzlich an dich ist ein deutscher Spielfilm von Lynn Oona Baur aus dem Jahr 2024. Die Uraufführung des Dramas erfolgte im Januar im Rahmen des Filmfestival Max Ophüls Preis 2024, wo das Werk in den Spielfilm-Wettbewerb aufgenommen wurde. Der Film wurde beim Filmfest Schleswig-Holstein 2025 mit dem Gesa-Rautenberg-Preis als bester Langfilm ausgezeichnet.

## Handlung
Die Zeichnerin Lilith lebt in einer Beziehung mit Adam und erwartet ein Kind. Als das Paar einen Kurzurlaub auf die stürmische Hallig Hooge antritt, entwickelt sich der Aufenthalt an der Nordsee für die junge Frau zur emotionalen Gedankenreise. Sie stellt sich vor, wie es wäre, das Kind zu bekommen und setzt sich mit ihrer Rolle als Frau und zukünftige Mutter auseinander. Ebenfalls begegnen ihr die 6-jährige Lulu sowie eine mysteriöse Frau im Friesennerz und es geschehen weitere seltsame Dinge. Lilith begreift, dass sie eine Entscheidung treffen muss, die ihr Leben für immer verändern könnte.

## Hintergrund
Manchmal denke ich an dich ist das Spielfilmdebüt von Lynn Oona Baur, die als freie Regisseurin und Drehbuchautorin in Hamburg lebt. Sie inszenierte zuvor einige Episoden der Fernsehserie SOKO Hamburg und des Comedy-Formats #pumpen (ZDFneo). Für die Hauptrollen des Paares Lilith und Adam wurden Marie Nasemann und Artjom Gilz verpflichtet. Für Nasemann ist es die erste Hauptrolle in einem Spielfilm.
Die Dreharbeiten fanden von Februar bis Mitte März 2022 an Originalschauplätzen auf der Hallig Hooge statt. Insgesamt waren 16 Drehtage angesetzt. Als Kameramann fungierte Daniel Leibold. Für Schnitt und Filmmusik zeichneten Paris Bergen beziehungsweise Dorian Behner und Paul Timmich verantwortlich. Produzenten waren Lynn Oona Baur und Daniel Leibold mit ihrer Gesellschaft Hightide.

## Veröffentlichung
Manchmal denke ich plötzlich an dich wurde am 23. Januar 2024 im Rahmen des Filmfestivals Max Ophüls Preis uraufgeführt. Im September desselben Jahres wurde der Film auf dem Filmfest Hamburg aufgeführt und schließlich im März 2025 auf dem Filmfest SH. Danach wurde der Film in unregelmäßigen Abständen als VOD-Stream auf der Webseite veröffentlicht.